# Jacopo Torni
Jacopo Torni, detto Jacopo Fiorentino o anche l'Indaco (Firenze, 1476 – Villena, 1526), è stato uno scultore, architetto e pittore italiano.

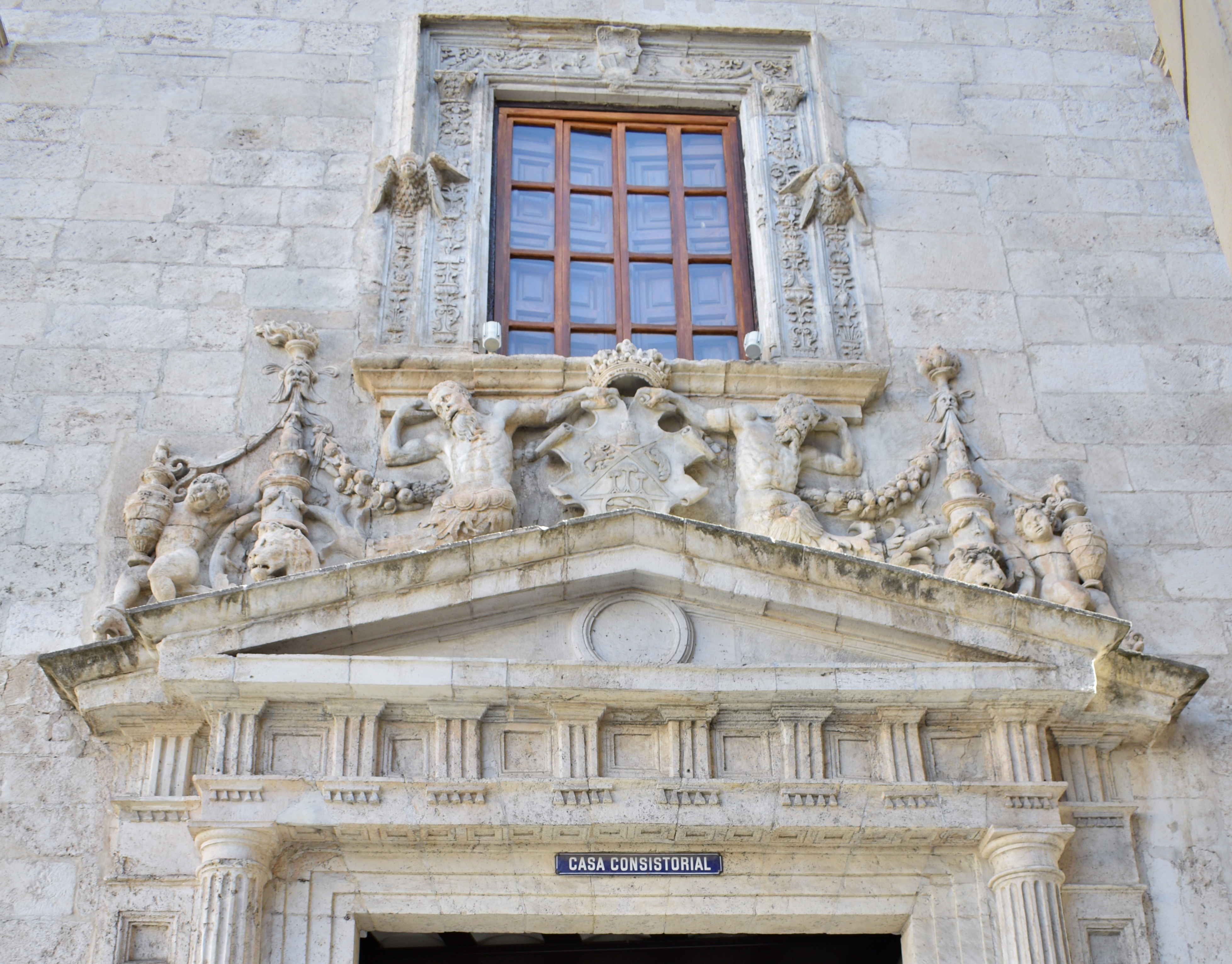
Frontone del municipio di Villena

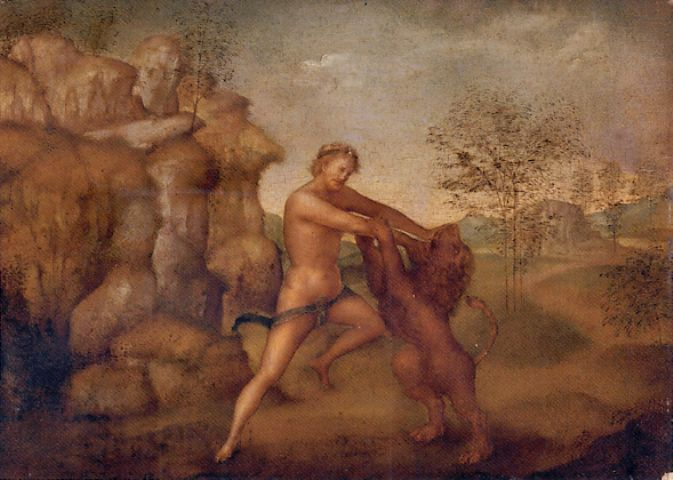
Ercole ed il Leone di Nemea, attribuito a Jacopo Torni

Fu tra i protagonisti dell'affermazione del Rinascimento in Spagna.

## Vita e opere
Fratello del pittore Francesco Torni, fu allievo di Domenico Ghirlandaio, collaboratore di Pinturicchio a Roma e assistente di Michelangelo negli affreschi della volta della Cappella Sistina dove si dice abbia proposto una speciale miscela d'intonaco per rimediare alla circostanza che il primo intonaco steso aveva manifestato tracce di muffa.
Le poche notizie sul primo periodo della sua attività sono dovute a Vasari che gli ha dedicato una delle sue Vite parlando della sua amicizia con Michelangelo. Non risultano opere certe della sua attività pittorica del periodo italiano, anche per il profilo artistico di secondo piano.
Si trasferì in Spagna tra il 1519 ed il 1520, dove operò principalmente come scultore e architetto, prima a Granada, poi dal 1522 a Murcia e dintorni.
Tra le sue opere di architettura in Spagna il palazzo municipale di Villena e la torre campanaria della cattedrale di Murcia.
Vasari afferma che morì in Italia, ma documenti d'archivio e testimonianze scritte del figlio confermano la sua morte in Spagna.
Il figlio prese il nome di Lazaro de Velasco e fu il primo traduttore di Vitruvio in castigliano.